# Вилсон (Вајоминг)
Вилсон (енгл. Wilson) насељено је место без административног статуса у америчкој савезној држави Вајоминг.

## Демографија
По попису из 2010. године број становника је 1.482, што је 188 (14,5%) становника више него 2000. године.
| Група             | 2000.         | 2010.         |
| Белци             | 1.254 (96,9%) | 1.427 (96,3%) |
| Афроамериканци    | 1 (0,1%)      | 3 (0,2%)      |
| Азијати           | 6 (0,5%)      | 12 (0,8%)     |
| Хиспаноамериканци | 13 (1,0%)     | 27 (1,8%)     |
| Укупно            | 1.294         | 1.482         |